# Paragraphe aryen
Le paragraphe aryen (Arierparagraph en allemand) est une disposition juridique qui visait à évincer les « non-Aryens » (dont les Juifs) de la fonction publique mais aussi des fédérations estudiantines, associations privées, clubs sportifs ou entreprises. Cette clause discriminatoire est apparue à la fin du XIXe siècle dans la législation allemande, pour atteindre son efficacité maximale sous le Troisième Reich.

## Histoire
Dans les années 1880 en Autriche, le nationaliste pro-allemand Georg Ritter von Schönerer (1842-1921) et les autres signataires du « programme de Linz » cherchent déjà à germaniser leur pays, c'est-à-dire à exclure les Slaves de certaines professions au sein de l'Empire austro-hongrois. Schönerer est l'un des hommes politiques dont les idées influenceront Adolf Hitler. Au même moment, en Allemagne, le paragraphe aryen figure dans les statuts de plusieurs organisations et groupes pangermanistes, interdisant aux Juifs de faire partie d'institutions privées comme le Germanenorden et le Deutschbund, ligues emblématiques du mouvement völkisch, ou le club alpin du DÖAV, qui exigent de leurs membres une filiation « aryenne » irréprochable. 
L'arrivée au pouvoir des nazis en janvier 1933 est suivie de près par la loi allemande sur la restauration de la fonction publique du 7 avril 1933, dont le paragraphe 3, no 1, qui permet de révoquer les fonctionnaires « non-aryens », est également connu sous le nom de « paragraphe aryen ». Le texte de la loi ne précise pas la définition d'« aryen » ou de « non-aryen ». 
Le décret d'application du 11 avril 1933, signé par les ministres de l'Intérieur Wilhelm Frick et des Finances Lutz Schwerin von Krosigk, apporte une série de précisions au texte de la loi. En son article 2, paragraphe 1, il définit ce que recouvre le terme de « non-aryen » employé dans l'article 3 : 

« Est considérée comme non-aryenne toute personne qui descend de non-aryens, en particulier de parents ou grands-parents juifs. Cette disposition s'applique même si un seul parent ou un des grands-parents est de descendance non aryenne. Ce principe vaut particulièrement si un parent ou un des grands-parents était de confession juive. »

Ces textes permettent d'exclure les Juifs de la fonction publique. Le champ d'application de cette disposition se verra bientôt étendu à d'autres secteurs, dont l'université.

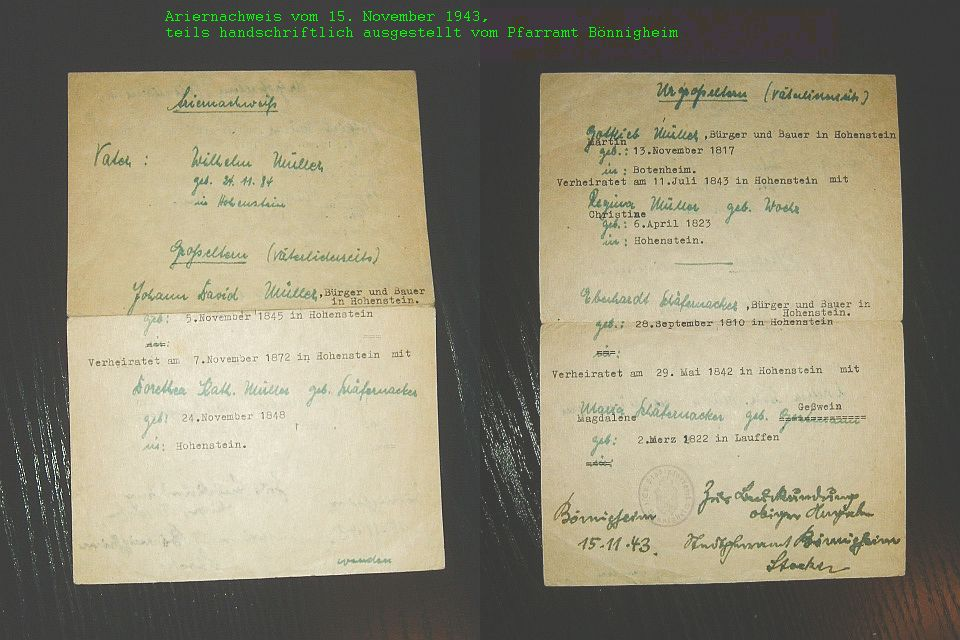
Un certificat d'aryanité de 1943.

Rares sont les personnalités, notamment au sein de l'Église protestante en Allemagne, qui prennent position contre cette mesure, à telle enseigne que des opposants tels que Karl Ludwig Schmidt, Hans Ehrenberg ou Dietrich Bonhoeffer, apparaissent comme des exceptions. Le clivage qui se produit à cette occasion entraîne le Kirchenkampf : une rupture définitive entre les Chrétiens allemands favorables au nazisme et l'Église confessante, dont les membres, à l'instar de Bonhoeffer et de Ludwig Steil, sont désormais passibles de la déportation. Ce sera également le cas de Martin Niemöller, connu pour avoir protesté en janvier 1934 avec 7 000 autres pasteurs contre l'introduction du paragraphe aryen dans l'Église.
À partir de septembre 1935, les Lois de Nuremberg prennent le relais du paragraphe aryen et deviennent une pièce maîtresse de l'arsenal antisémite du régime hitlérien.